# پیلانی
پیلانی (به انگلیسی: Pilani) یک منطقهٔ مسکونی در هند است که در Jhunjhunu district واقع شده‌است. پیلانی ۴۰٬۵۹۰ نفر جمعیت دارد و ۲۷۹ متر بالاتر از سطح دریا واقع شده‌است.